# Gastronomía árabe

El cuscús prevalece en el Mágreb (occidente), mientras que el arroz lo es en el Máshreq (oriente)

Se conoce como gastronomía o cocina árabe (مطبخ عربي mutbaj 'arabi) a la amplia variedad de tradiciones culinarias que se practican en los países árabes. Es decir, que no existe una «única» cocina árabe, sino muchas variantes regionales, cada una influenciada por diferentes culturas, climas, historia... etc. que generalmente se agrupan en tres grandes bloques: la gastronomía magrebí (occidental), la levantina (oriental) y la masrí (central). Recibe influencias, tanto en sus ingredientes como en sus técnicas de preparación, de la cocina mediterránea, la judía, la bereber en el Magreb, la copta en Egipto, la turca por su pasado otomano, las tradiciones culinarias del Medio Oriente como la iraní o la india y la pied-noir en Argelia entre otras. 
La gastronomía árabe se caracteriza por el cumplimiento de las normas dietéticas islámicas, que especifican qué alimentos son halāl, es decir que son lícitos, y cuáles son harām, es decir ilícitos como la carne de cerdo, reptiles o las bebidas alcohólicas, entre otros. 
Los alimentos básicos son los cereales como el arroz, la cebada y el trigo. Predominan las legumbres, como el garbanzo, las habas o las lentejas, y hortalizas de todo tipo como berenjenas, tomates, cebollas, pepinos, etc. frutos secos, frutas (cabe destacar la omnipresencia del limón), además de verduras y muchas hierbas aromáticas. La dieta árabe no es vegetariana pero está muy centrada en las frutas y verduras, ya que históricamente, en el clima árido ha resultado más costoso mantener ganado como pollo o el cordero, y mucho menos la ternera. Así pues, los antiguos árabes desarrollaron muy avanzadas técnicas de cultivo y riego para la agricultura y un gran conocimiento de los vegetales. El pescado puede encontrarse en las zonas costeras. También el yogur al estilo griego y distintos quesos como el akkawi. El paladar árabe gusta de comidas muy especiadas, con comino, pimentón, perejil, azafrán, cúrcuma, pimienta, azafrán, sésamo, zumaque, cilantro, menta, etc. Algunas mezclas de especias árabes son el ras el hanut, el fulful bhar o el harissa en el Oeste, y el baharat o el za'atar en el Este.

## Cultura
Hay que resaltar que el concepto de comida en los países árabes está íntimamente ligado al de Hospitalidad, en muchos de los casos servir una comida al invitado es una oportunidad de hacerle la honra. No se puede olvidar que en la mayoría de los países el islam marca unos ritos precisos acerca de cuándo se debe comer (Ramadán o días de ayuno), quitando la particularidad de la religión, las costumbres y el culto de la comida se acercan más a las de cada país árabe. A lo largo de la historia del mundo árabe, la cocina ha sido siempre una actividad designada a las mujeres de la casa.  

## Estructura de las comidas
Los árabes practican dos estructuras básicas para las comidas, una regular durante la mayor parte del año y otra de tipo religiosa que es exclusiva del Ramadán, mes en el que los musulmanes ayunan durante el día.

### Desayuno
Las cafeterías suelen servir cruasanes para el desayuno. El desayuno suele ser una comida ligera, basada en pan y productos lácteos, con té y, a veces, mermelada. Los productos para el desayuno más comunes son el labneh, que es queso de yogur, y kishta, que es crema de leche de vaca.

### Almuerzo
El almuerzo se considera la comida principal del día, es motivo de reunión para la familia, y suele darse entre las 13:30 y las 14:30 h. Rara vez las comidas tienen diferentes tiempos, ya que los platos se disponen en la mesa en forma de mezze o muqabbilat (similar a las tapas españolas) donde se sirven ensaladas y otras guarniciones acompañando a la comida principal. 
El plato fuerte suele constar de una ración de carne o pescado, una ración de arroz, lentejas, pan y una ración de verduras cocidas. Un tipo de preparación frecuente es la maraqa, que consiste en un guiso de verduras y carne cocinadas en salsa, generalmente a base de tomate y especias, y que se sirve con arroz árabe y pan jubz.
Algunas bebidas tradicionales árabes son el laban áiran o shanina (yogur líquido), el qamar ad-din (bebida de albaricoque), el naqe'e az-zabib (bebida de pasas) o el tamr hindi (bebida de tamarindo), así como una amplia variedad de jugo de frutas. Debido a la globalización alimentaria del siglo XX, los refrescos carbonatados se han vuelto muy populares. Las bebidas no se sirven necesariamente con la comida.

### Cena
La cena es tradicionalmente la comida más liviana, aunque en los tiempos modernos, la cena ha tomado importancia en lo que respecta a entretener a los invitados debido a las horas de la jornada laboral.

### Ramadán
El suhur (سحور) es la comida que se come justo antes del amanecer, es decir, antes de comenzar el ayuno. Se come para ayudar a la persona a pasar el día con suficiente energía hasta el anochecer.
El iftar (إفطار), o "des-ayuno", es la comida que se toma al anochecer para romper el ayuno practicado durante todo el día. Esta comida consta de tres platos: de entrante se comen dátiles según la tradición islámica. Después, se toma una sopa, siendo la más popular la sopa de lentejas, pero también hay sopas de otras legumbres, de pollo, de avena, de frike (trigo integral), de patata, etc. El tercer plato es el plato fuerte, generalmente se come después de un intervalo en el que se realiza la oración del Magreb. Este plato principal es similar al que se sirve para el almuerzo durante el resto del año.

## Bebidas

### Café árabe
La cultura del café en los países árabes (قهوة عربية qáhwe 'arabíe) tiene una tradición ancestral. Se sirve sin leche y rara vez azúcar, aunque sí se condimenta con ciertas especias como el cardamomo, que a veces viene ya molido con el café. Tradicionalmente, el café se preparara en un cazo sobre brasas de carbón y se deja hirviendo por tres días, hasta que los trozos de café se desintregran. El resultado es una bebida intensa y con cuerpo.
El café se toma en los funerales, bodas y otros eventos especiales. El café se pone en una cafetera muy decorada llamada dallah (دلة) y se ofrece a todos los invitados, que reciben una pequeña taza donde se les sirve el café caliente, normalmente un par de veces. Si desean repetir, levantan la taza, y si no, se agita un poco, pero nunca se debe negar directamente porque se considera una falta de respeto.
En el Levante, para hacer el qáhwe se usa un pequeño cazo alargado con un mango largo llamado rakweh (ركوة). Dentro del rakwe se introduce agua y el café molido y se hierve por apenas 5 minutos. Es normal que cuando se sirve en la taza quede un gran poso de café en el fondo de ésta.

## Tiendas
Los distintos ingredientes de la gastronomía árabe, en los países occidentales se pueden adquirir en las tiendas o carnicerías halal.

## Las distintas gastronomías
En teoría corresponde a la gastronomía de los países del mundo árabe y entre otros a:
| - Gastronomía de Arabia Saudita - Gastronomía de Argelia - Gastronomía de Baréin - Gastronomía de Catar - Gastronomía de Egipto - Gastronomía de Emiratos Árabes Unidos - Gastronomía de Irak - Gastronomía de Israel - Gastronomía de Jordania - Gastronomía de Kuwait - Gastronomía del Líbano | - Gastronomía de Libia - Gastronomía de Marruecos - Gastronomía de Mauritania - Gastronomía de Omán - Gastronomía de Sahara Occidental - Gastronomía de Siria - Gastronomía de Somalia - Gastronomía de Sudán - Gastronomía de Túnez - Gastronomía de Palestina - Gastronomía de Yemen |  |

## Por regiones
- Gastronomía mediterránea
- Repostería de Marruecos

## Repostería de origen árabe
- Mouna
- Panellet
- Arroz con leche